# Boraginoideae
Le  Boraginoidee (Boraginoideae Arn.) sono una sottofamiglia di piante angiosperme dicotiledoni della famiglia delle Boraginacee.

## Tassonomia
La sottofamiglia comprende 37 generi, suddivisi in 3 tribù:
- Tribù Boragineae Rchb.
  - Sottotribù Boragininae G.Don
    - Anchusa L.
    - Borago L.
    - Brunnera Steven
    - Cynoglottis (Gusul.) Vural & Kit Tan
    - Gastrocotyle Bunge
    - Hormuzakia Guşul.
    - Melanortocarya Selvi, Bigazzi, Hilger & Papini
    - Nonea Medik.
    - Pentaglottis Tausch
    - Phyllocara  Guşul.
    - Pulmonaria L.
    - Symphytum Tourn. ex L.
    - Trachystemon D.Don

  - Sottotribù Moritziinae  Weigend
    - Moritzia DC. ex Meisn.
    - Thaumatocaryon Baill.
- Tribù Codoneae Nazaire & L.Hufford (famiglia Codonaceae secondo alcuni Autori[8])
  - Codon L.
- Tribù Lithospermeae Dumort.
  - Aegonychon Gray
  - Alkanna Tausch
  - Ancistrocarya Maxim.
  - Arnebia Forssk.
  - Buglossoides Moench
  - Cerinthe L.
  - Choriantha Riedl
  - Cystostemon Balf.f.
  - Echiostachys Levyns
  - Echium Tourn. ex L.
  - Glandora D.C.Thomas, Weigend & Hilger
  - Halacsya Dörfl.
  - Huynhia Greuter
  - Lithodora Griseb.
  - Lithospermum L.
  - Lobostemon Lehm.
  - Maharanga DC.
  - Mairetis I.M.Johnst.
  - Moltkia Lehm.
  - Moltkiopsis I.M.Johnst.
  - Neatostema I.M.Johnst.
  - Onosma L.
  - Paramoltkia Greuter
  - Podonosma Boiss.
  - Pontechium Böhle & Hilger
  - Stenosolenium Turcz.